# 殪虎桥镇
殪虎桥镇，是中华人民共和国甘肃省定西市漳县下辖的一个乡镇级行政单位。
2016年，甘肃省民政厅批复同意撤销殪虎桥乡，设立殪虎桥镇。

## 行政区划
殪虎桥镇下辖以下地区：
龙架月村、阳洼堡村、吴家山村、竹林沟村、三牌村、回沟门村、沙沟台村、铁沟村、瓦房村、东桥村和风景村。